# 旧甲州街道
旧甲州街道は甲州街道（国道20号）の旧道区間に付けられた通称である。東京都・神奈川県・山梨県・長野県各都県に、旧甲州街道と呼ばれる道路が存在する。

## 東京都内（調布市・府中市）の旧甲州街道
1984年（昭和59年）5月1日の東京都通称道路名設定公告（整理番号99）によれば、起点は東京都調布市国領町二丁目、終点は東京都府中市本宿町二丁目であり、
- 東京都道119号北浦上石原線
- 東京都道229号府中調布線

が該当する。
元来、国道20号は現在の旧甲州街道であったが、まず1954年（昭和29年）に調布市北浦（現：国領町）- 上石原間に、続いて1956年（昭和31年）に府中市本宿町 - 東府中間にバイパスが完成し、1961年（昭和36年）に上石原、東府中合流直前地点を結ぶ形で東府中 - 下石原間が完成した。バイパスと旧道を区別するために、旧道を「旧甲州街道」と呼ぶ。
バイパスとして開通した新道が国道20号に指定され、旧道は東京都道119号北浦上石原線（最初のバイパス建設区間に並行する部分）、東京都道229号府中調布線（残りの部分）として管理されるようになった。
このような経緯のため、両道には、旧バイパスに由来する短い支線状の路線が存在し、この部分は公告された通称としての旧甲州街道に含まれない。なお、1962年（昭和37年）4月25日の東京都通称道路名設定公告（整理番号15）に従えば、新たな甲州街道の通称は単に甲州街道である。
赤=旧甲州街道
F=府中市
C=調布市
H=府中市本宿
HF=東府中
KI=調布市上石原
SI=調布市下石原
K=調布市北浦
①=旧来の甲州街道
②=1954年開通のバイパス
③=1956年開通のバイパス
④=1961年開通のバイパス
[20]=現在の国道20号

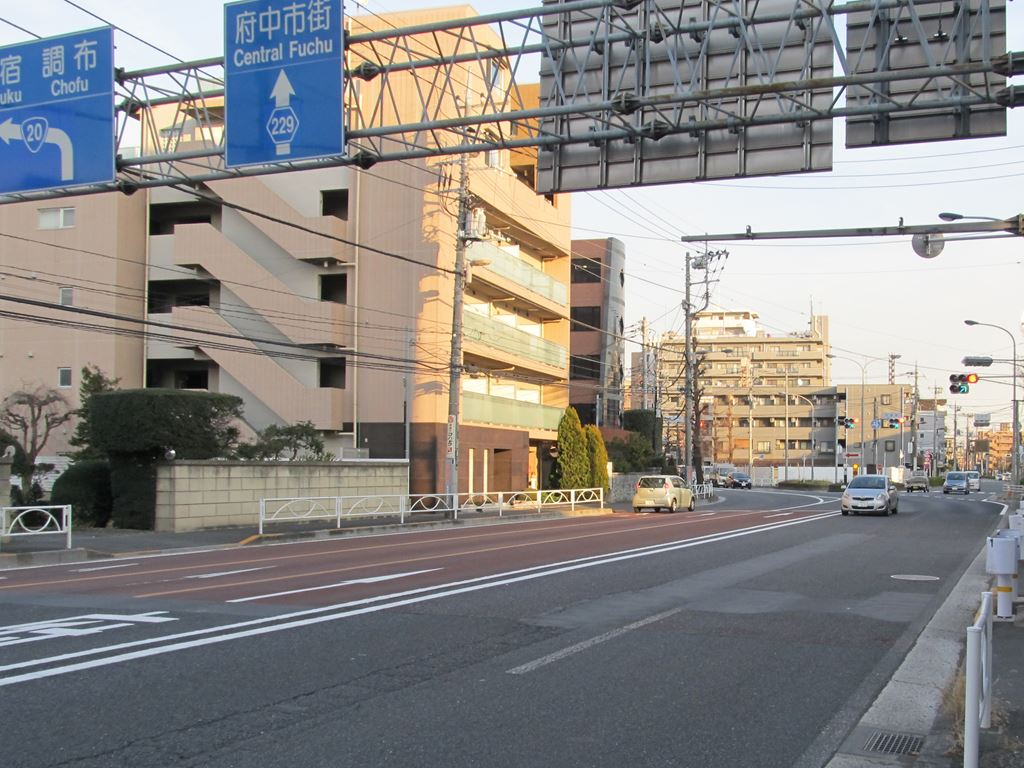
国道20号線甲州街道は左。直進が旧甲州街道。

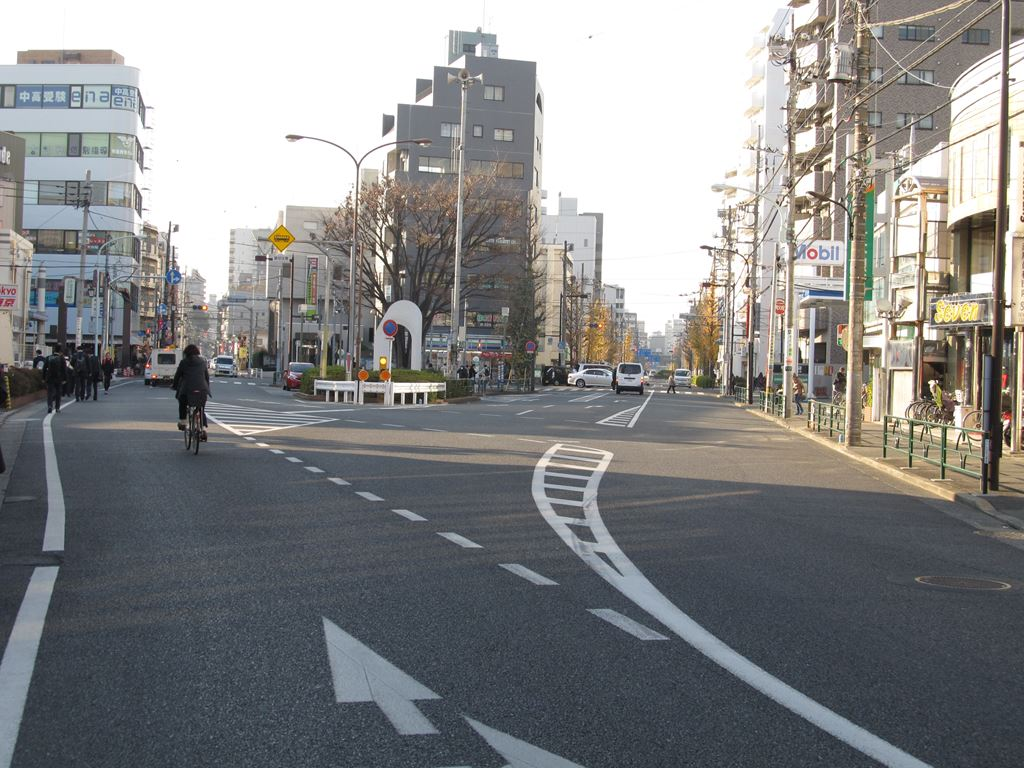
東府中の旧甲州街道（左）と旧バイパスの（右）の三叉路。

(119)=現在の東京都道119号北浦上石原線
(229)=現在の東京都道229号府中調布線
(9)=東京都道9号川崎府中線（府中街道、川崎街道ともいう）
(11)=東京都道11号大田調布線（狛江通り、旧甲州街道の一部）
(12)=東京都道12号調布田無線（武蔵境通り）
(15)=東京都道15号府中清瀬線（小金井街道）
(17)=東京都道17号所沢府中線（府中街道）
(19)=東京都道19号町田調布線（鶴川街道）
(110)=東京都道110号府中三鷹線（人見街道、新小金井街道の一部）
(120)=東京都道120号下石原小島線
(121)=東京都道121号武蔵野調布線（三鷹通り）
(123)=東京都道123号境調布線
(133)=東京都道133号小川府中線（国分寺街道）
(248)=東京都道248号府中小平線（新小金井街道）

## 東京都内（世田谷区）の旧甲州街道
東京都杉並区上高井戸一丁目（東京都道311号環状八号線高井戸陸橋付近）から東京都調布市仙川2丁目（仙川駅手前）間（ほぼ全線が東京都世田谷区内）で、甲州街道と京王線の間を通る道も甲州街道の旧道であり、一般に旧甲州街道と呼ばれる。

## その他の旧甲州街道
- 東京都道・神奈川県道516号浅川相模湖線 - 小仏関所・小仏峠を越える
- 神奈川県道・山梨県道520号吉野上野原停車場線
- 山梨県道212号日影笹子線 - 笹子峠を越える
- 山梨県道308号鶯宿上曽根線
- 山梨県道30号大月上野原線
- 国道411号（城東通り）
- 国道52号（美術館通り）
- 山梨県道6号甲府韮崎線

## 関連記事
- 国道20号
- 甲州街道 - 主に江戸時代の甲州街道について
- 東京都道229号府中調布線
- 東京都道119号北浦上石原線
- 品川通り#品川道 - 旧道